# Nuoto ai campionati mondiali di nuoto 2011 - 400 metri misti maschili
La specialità dei 400 metri misti maschili ai campionati mondiali di nuoto 2011 si è svolta presso lo Shanghai Oriental Sports Center di Shanghai, in Cina.
Le qualifiche per finale si sono svolte la mattina del 31 luglio 2011, mentre la finale si è svolta la sera dello stesso giorno.

## Medaglie
| Posizione | Atleta        | Paese       |
| --------- | ------------- | ----------- |
| Oro       | Ryan Lochte   | Stati Uniti |
| Argento   | Tyler Clary   | Stati Uniti |
| Bronzo    | Yuya Horihata | Giappone    |

## Record
Prima della manifestazione il record del mondo (WR) e il record dei campionati (CR) erano i seguenti.
| Record mondiale       | 4'03"84 | Michael Phelps Stati Uniti | 10 agosto 2008 Pechino, Cina        |
| Record dei campionati | 4'06"22 | Michael Phelps Stati Uniti | 1º aprile 2007 Melbourne, Australia |

Nel corso della competizione non sono stati migliorati record.

## Batterie
| Pos. | Atleta                   | Nazionalità   | Tempo   | Batteria | Corsia | Note        |
| ---- | ------------------------ | ------------- | ------- | -------- | ------ | ----------- |
| 1    | Ryan Lochte              | Stati Uniti   | 4:11.89 | 5        | 4      |             |
| 2    | Yuya Horihata            | Giappone      | 4:13.68 | 5        | 3      |             |
| 3    | Chaosheng Huang          | Cina          | 4:14.07 | 3        | 3      |             |
| 4    | Tyler Clary              | Stati Uniti   | 4:14.98 | 4        | 4      |             |
| 5    | Ioannis Drymonakos       | Grecia        | 4:15.01 | 3        | 7      |             |
| 5    | Dávid Verrasztó          | Ungheria      | 4:15.01 | 5        | 5      |             |
| 7    | Cheng Xiang Wang         | Cina          | 4:16.45 | 4        | 5      |             |
| 8    | Roberto Pavoni           | Regno Unito   | 4:16.48 | 4        | 3      |             |
| 9    | Riaan Schoeman           | Sudafrica     | 4:16.53 | 4        | 7      |             |
| 10   | Joseph Roebuck           | Regno Unito   | 4:16.95 | 4        | 6      |             |
| 11   | Yannick Lebherz          | Germania      | 4:17.31 | 5        | 6      |             |
| 12   | Dinko Jukić              | Austria       | 4:17.36 | 4        | 1      |             |
| 13   | Thomas Fraserholmes      | Australia     | 4:18.49 | 5        | 1      |             |
| 14   | Diogo Carvalho           | Portogallo    | 4:18.68 | 3        | 1      |             |
| 15   | Won Yong Jung            | Corea del Sud | 4:18.98 | 2        | 4      |             |
| 16   | Taki M'rabet             | Tunisia       | 4:18.99 | 2        | 3      |             |
| 17   | Maksym Shemberev         | Ucraina       | 4:19.29 | 5        | 7      |             |
| 18   | Luca Marin               | Italia        | 4:19.48 | 4        | 2      |             |
| 19   | Federico Turrini         | Italia        | 4:19.50 | 3        | 6      |             |
| 20   | Raphael Stacchiotti      | Lussemburgo   | 4:20.64 | 4        | 8      |             |
| 21   | Andrew Ford              | Canada        | 4:20.87 | 5        | 8      |             |
| 22   | László Cseh              | Ungheria      | 4:22.26 | 3        | 4      |             |
| 23   | Gal Nevo                 | Israele       | 4:25.96 | 5        | 2      |             |
| 24   | Nuttapong Ketin          | Thailandia    | 4:26.41 | 2        | 2      |             |
| 25   | Mitch Larkin             | Australia     | 4:26.91 | 3        | 2      |             |
| 26   | Aleksey Derlyugov        | Uzbekistan    | 4:27.19 | 2        | 1      |             |
| 27   | Pedro Pinotes            | Angola        | 4:28.81 | 2        | 5      |             |
| 28   | Ezequiel Trujillo Aviles | Messico       | 4:30.85 | 3        | 8      |             |
| 29   | Morad Berrada            | Marocco       | 4:31.97 | 2        | 7      |             |
| 30   | Diego Castillo Granados  | Panama        | 4:32.39 | 2        | 8      |             |
| 31   | Marko Blazevski          | Macedonia     | 4:32.96 | 1        | 4      |             |
| 32   | Rafael Ferracuti         | El Salvador   | 4:35.84 | 1        | 5      |             |
| 33   | Vo Nguyen                | Vietnam       | 4:41.02 | 2        | 6      |             |
| 34   | Ahmed Atari              | Qatar         | 5:16.80 | 1        | 3      |             |
| -    | Adbulrahman Alishaq      | Qatar         |         | 1        | 6      | non partito |
| -    | Thiago Pereira           | Brasile       |         | 3        | 5      | non partito |

## Finale
| Pos. | Atleta             | Nazionalità | Tempo   | Corsia | Note |
| ---- | ------------------ | ----------- | ------- | ------ | ---- |
|      | Ryan Lochte        | Stati Uniti | 4:07.13 | 4      |      |
|      | Tyler Clary        | Stati Uniti | 4:11.17 | 6      |      |
|      | Yuya Horihata      | Giappone    | 4:11.98 | 5      |      |
| 4    | Chaosheng Huang    | Cina        | 4:13.62 | 3      |      |
| 5    | Ioannis Drymonakos | Grecia      | 4:14.62 | 2      |      |
| 6    | Dávid Verrasztó    | Ungheria    | 4:15.67 | 7      |      |
| 7    | Cheng Xiang Wang   | Cina        | 4:15.89 | 1      |      |
| 8    | Roberto Pavoni     | Regno Unito | 4:19.85 | 8      |      |